# Rejon mohylewski
Rejon mohylewski (biał. Магілёўскі раён, ros. Могилёвский район) – rejon we wschodniej Białorusi, w obwodzie mohylewskim, ze stolicą w Mohylewie, który jest miastem wydzielonym i nie wchodzi w jego skład.

## Geografia
Rejon leży na Równinie Orszańsko-Mohylewskiej, należącej do Niziny Wschodnioeuropejskiej. Rzeźba regionu jest płaska. Do procesów geomorfologicznych, które wpłynęły na jej ukształtowanie, należą głównie działalność lądolodów i inne procesy glacjalne oraz procesy fluwialne.
Główną rzeką rejonu jest Dniepr, przecinający go południkowo.

## Demografia
Według spisu z 2009 rejon mohylewski zamieszkiwało 43 166 osób, w tym 40 176 Białorusinów (93,07%), 2166 Rosjan (5,02%), 444 Ukraińców (1,03%), 44 Ormian (0,10%), 36 Polaków (0,08%), 30 Mołdawian (0,07%), 183 osób innych narodowości i 87 osób, które nie podały żadnej narodowości.
Strukturę osadnictwa rejonu stanowią wsie i agromiasteczka. Jedynym miastem jest Mohylew. Średnia liczba mieszkańców miejscowości rejonu wynosi 153 osoby, czyli powyżej średniej dla rejonów obwodu. Gęstość zaludnienia wynosi 23 osoby i jest ponad dwukrotnie wyższa niż średnia dla rejonów obwodu.

## Podział administracyjny
W skład rejonu wchodzi 15 następujących sielsowietów:
- Bujniczy
- Daszkauka
- Kadzina
- Kniażyce
- Machawa
- Mastok
- Padhorje
- Pałykawiczy
- Paszkawa
- Sidarawiczy
- Siemukaczy
- Suchary
- Wiejna
- Wiendaraż
- Zawadskaja Słabada.